# Jaime Fleming, 4.º Lorde Fleming
‎Jaime Fleming, 4.º Lorde Fleming‎‎ (1534 - 18 de dezembro de 1558) foi ‎‎Lorde Chamberlain da Escócia.‎‎ Sua morte na França depois de fazer arranjos para o casamento de ‎‎Maria, a Rainha da Escócia‎‎ foi considerada suspeita pelos contemporâneos.‎

## Vida
Ele era o filho mais velho de ‎‎Malcolm Fleming, 3º Lorde Fleming, ‎‎Lord High Chamberlain, e ‎‎Joana ou Jonet Stewart‎‎, filha natural de Jaime ‎‎IV.‎‎ Malcolm Fleming, que havia sido feito prisioneiro na ‎‎batalha de Solway Moss‎‎ em 1542, e havia sido julgado e absolvido de traição em 1545 por sua conexão com o partido inglês, foi morto na batalha de ‎‎Pinkie‎‎ em 10 de setembro de 1547.
Em agosto de 1548, o jovem lorde Fleming, junto com ‎‎Lorde Erskine,‎‎ acompanhou a ‎‎Rainha Maria‎‎ à França, e sua mãe foi nomeada sua governanta. Jaime Fleming foi um prisioneiro inglês em maio de 1549, e foi libertado por troca com o prisioneiro inglês Jaime Wilford.‎‎ Em 1550, Jaime acompanhou a rainha viúva ‎‎Maria de Guise‎‎ à França.
Em 21 de dezembro de 1553, James foi confirmado como o Grande Camareiro da Escócia para sempre.